# Strilnîkî, Prîlukî
Strilnîkî (în ucraineană Стрільники) este un sat în comuna Lisovi Sorociînți din raionul Prîlukî, regiunea Cernihiv, Ucraina.

## Demografie
Componența lingvistică a localității Strilnîkî
     Ucraineană (92,93%)
     Rusă (7,07%)
Conform recensământului din 2001, majoritatea populației localității Strilnîkî era vorbitoare de ucraineană (92,93%), existând în minoritate și vorbitori de rusă (7,07%).